# Strategic Support Branch
Pour les articles homonymes, voir SBB.
La Strategic Support Branch (SSB, « Section de soutien stratégique ») est l'un des récents services de renseignement des États-Unis. Il s'agit d'un organisme d’espionnage sous le contrôle du département de la Défense spécialisé dans l'HUMINT ou « renseignement humain ».
Il est créé le 25 avril 2002 par le secrétaire à la Défense Donald Rumsfeld sans avertir le Congrès des États-Unis.
La SSB est un service appartenant à la Defense Intelligence Agency (DIA) dont les équipes appelées Strategic Support Teams (SST) sont déployées sur le terrain pour soutenir les commandements militaires. Ces équipes sont constituées de spécialistes de renseignement humain de divers types (officiers traitants, interrogateurs, débriefeurs) dont le but est de collecter des renseignements opérationnels pour le commandement militaire auxquels elles sont affectées. 
Selon un mémo du Pentagone, l'effort en matière de renseignement devait se focaliser sur des « pays-cibles émergents tels que la Somalie, le Yémen, l'Indonésie, les Philippines et la Géorgie ». Le département de la Défense indique peu après que l'existence de la SSB a été dévoilée qu'il n'y a pas eu d'équipes SST déployées en tant que telles, seulement des affectations de spécialistes HUMINT du département de la Défense de manière ad-hoc. 
L'existence de cet organisme est révélé par un article du Washington Post du 23 janvier 2005.

## Polémique
À la suite de la révélation du Washington Post, certains membres du Congrès, particulièrement le sénateur républicain John McCain, s'inquiètent de ne pas avoir été avertis, étant donné que le pouvoir exécutif n'a pas rendu de compte au pouvoir législatif, ce que prévoit normalement la Constitution des États-Unis.
L'augmentation de moyens HUMINT militaires est vu comme empiétant sur le terrain de la Central Intelligence Agency (CIA), ce à quoi les militaires répondent que l'effort est fait en coordination avec la CIA et qu'il vise avant tout à soutenir des commandements militaires. 